# Йиуне
Йи́уне (ест. Jõune küla) — село в Естонії, у волості Пуурмані повіту Йиґевамаа.

## Населення
Чисельність населення на 31 грудня 2011 року становила 56 осіб.

## Географія
Через село тече річка Педья.
Поруч з селом проходить автошлях 14150 (Пайнкюла — Пуурмані).